# Villeneuve-lès-Bouloc
Villeneuve-lès-Bouloc é uma comuna francesa na região administrativa de Occitânia, no departamento de Alta Garona. Estende-se por uma área de 12,66 km². Em 2010 a comuna tinha 1 636 habitantes (densidade: 129,2 hab./km²).

## Monumentos

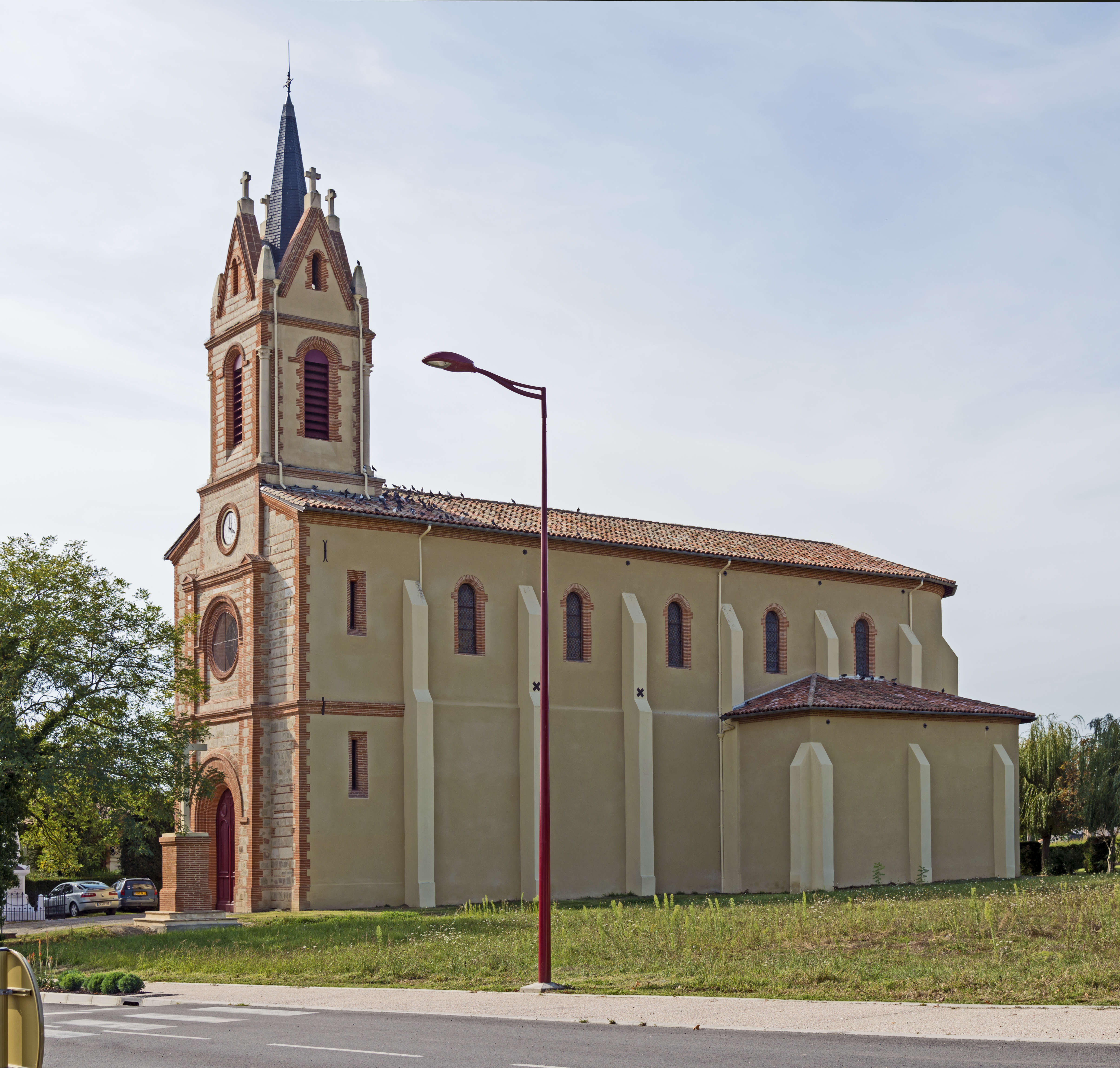
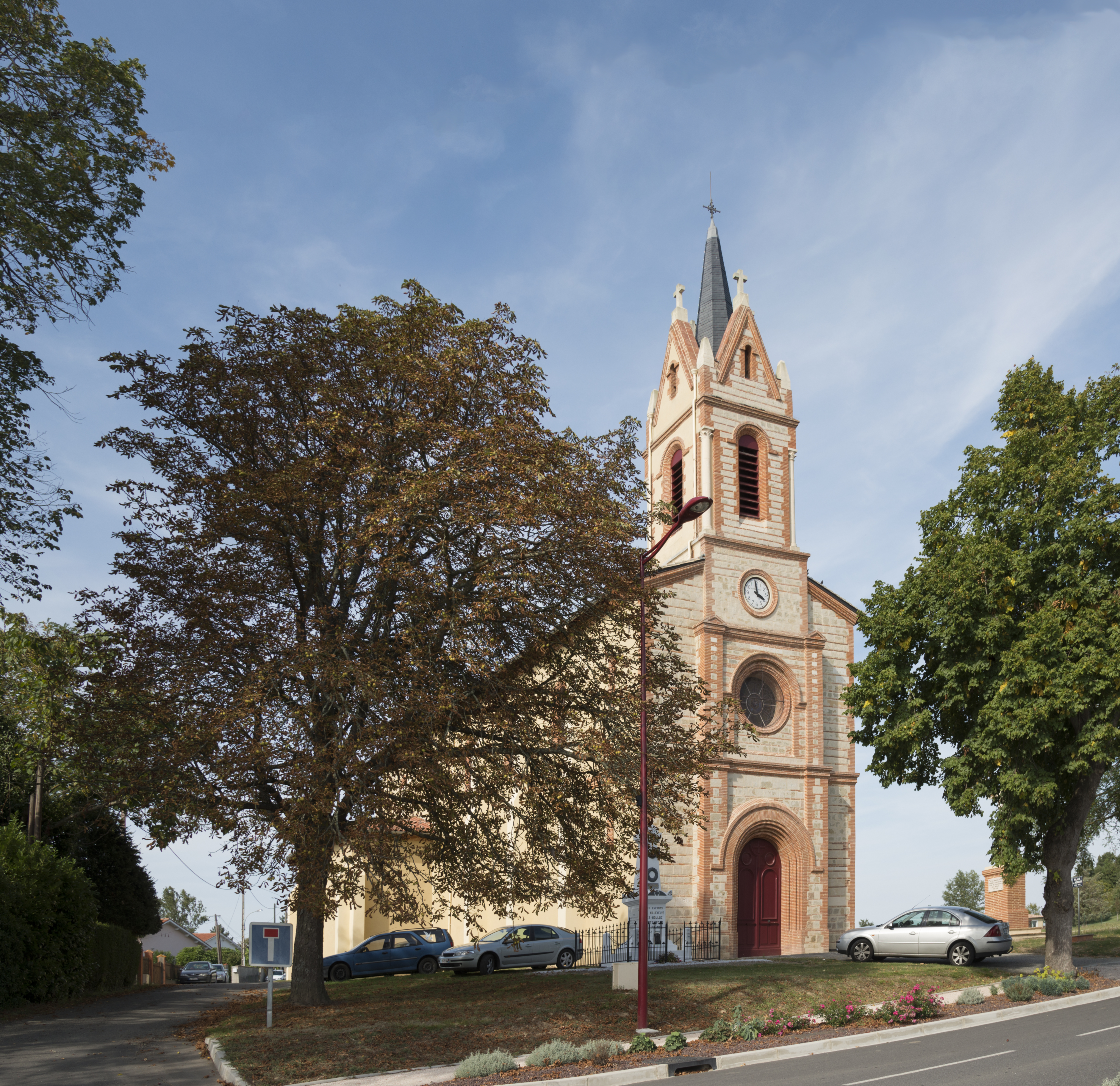
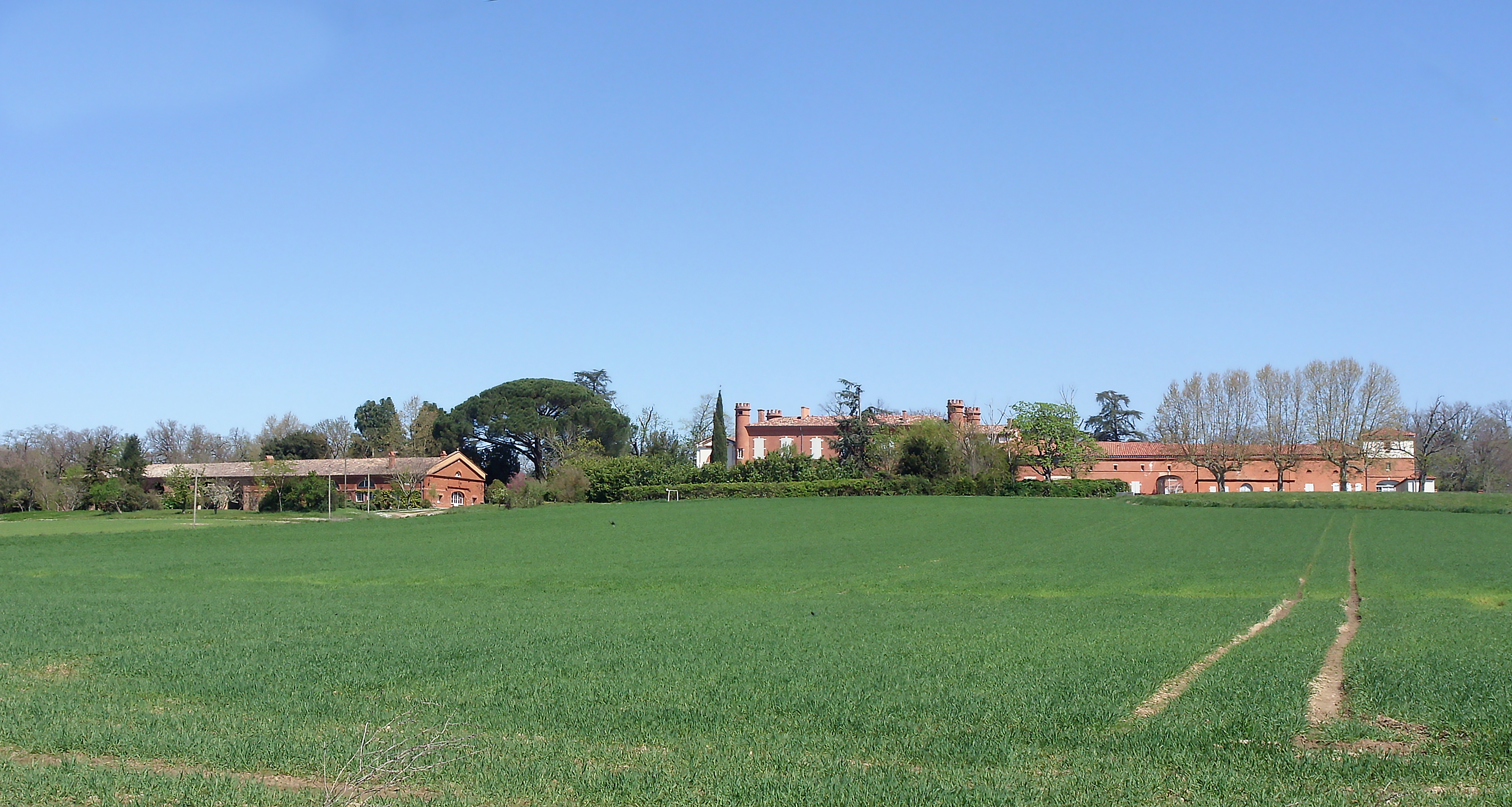